# 63897 Ofunato
63897 Ofunato este un asteroid din centura principală de asteroizi.

## Descriere
63897 Ofunato este un asteroid din centura principală de asteroizi. A fost descoperit pe 18 septembrie 2001 la Bisei Spaceguard Center în cadrul programului BATTeRS. Asteroidul prezintă o orbită caracterizată de o semiaxă mare de 2,29 ua, o excentricitate de 0,18 și o înclinație de 6,0° în raport cu ecliptica.